# Álmosd
Álmosd là một thị trấn thuộc hạt Hajdú-Bihar, Hungary. Thị trấn này có diện tích 34,13 km², dân số năm 2010 là 1573 người, mật độ 46 người/km².